# Mixtlantlakpak
Mixtlantlakpak är en ort i Mexiko.   Den ligger i kommunen Mixtla de Altamirano och delstaten Veracruz, i den sydöstra delen av landet, 240 km öster om huvudstaden Mexico City. Mixtlantlakpak ligger 2 053 meter över havet och antalet invånare är 427.
Terrängen runt Mixtlantlakpak är bergig åt nordost, men åt sydväst är den kuperad. Runt Mixtlantlakpak är det ganska tätbefolkat, med 199 invånare per kvadratkilometer. Närmaste större samhälle är Zongolica, 9,3 km norr om Mixtlantlakpak. I omgivningarna runt Mixtlantlakpak växer huvudsakligen savannskog.